# ایرج شهین باهر
ایرج شهین باهر (زادهٔ ۱۳۵۱ در تبریز)، مهندس شهرسازی اهل ایران است که به عنوان هفتاد و دومین شهردار شهر تبریز در فاصله سال‌های ۱۳۹۰ تا ۱۴۰۰ فعالیت می‌کرد. وی در مهر ماه ۱۳۹۶ با رای اعضای شورای اسلامی شهر تبریز و در ۱۳ آبان ۱۳۹۶ با تایید وزارت کشور ایران به عنوان شهردار تبریز مشغول به کار شد.

## پیشینه کاری
ایرج شهین‌ باهر سابقه حضور در شورای چهارم شهر تبریز را دارد و در این شورا رئیس کمیسیون توسعه و عمران شهری شورا بود. او در انتخابات دوره پنجم شورا با کسب رتبه چهاردهم، عضو علی‌البدل اول شورای شهر تبریز شد و از ورود به شورای شهر بازماند. شهین باهر در ادوار پنجم و ششم عضو هیئت‌مدیره سازمان نظم مهندسی استان آذربایجان شرقی بود و در بخش‌ها و کمیته‌های مختلف این سازمان فعالیت کرده‌است. وی همچنین کارشناس رسمی قوه قضائیه است و برای دوره‌ای رئیس کانون کارشناسان رسمی این استان بود. وی در سال‌های ۸۵ تا ۸۹ شهردار باسمنج بود که در همین دوره توانست به‌عنوان شهردار نمونه کشور انتخاب شود. همچنین ایرج شهین باهر، شهردار تبریز با کسب بیشترین آرا، برای دومین بار متوالی پس از سال ۹۶ نیز به عنوان چهره برتر سال در بین شهرداران کشور انتخاب شد. ایرج شهین باهر پیشتر مشاور شهرداری مرند بود.
فهرست سوابق اجرایی شهین باهر به شرح زیر است:
- رئیس کمیسیون توسعه و عمران شهری شورای اسلامی کلانشهر تبریز
- عضو هیئت مدیره سازمان نظام مهندسی استان در دوره پنجم و ششم
- عضو هیئت مدیره کارشناسان رسمی قوه قضائیه استان
- رئیس کانون کارشناسان رسمی قوه قضائیه استان آذربایجان شرقی
- شهردار شهر باسمنج سال ۱۳۸۵–۱۳۸۹
- شهردار نمونه سال ۱۳۸۹ شهرستان تبریز
- نماینده سازمان نظام مهندسی استان در کمیسیون ماده ۵ استان
- عضو شورای انتظامی سازمان نظام مهندسی استان
- عضو کمیسیون حقوقی سازمان نظام مهندسی استان
- عضو کمیسیون انتشارات سازمان نظام مهندسی استان
- عضو گروه تخصصی شهرسازی سازمان نظام مهندسی استان
- عضو کمیته آموزش نظام مهندسی استان
- عضو دائم کمیته راهبردی و مناسب سازی محیط شهری تبریز
- رئیس هیئت مؤسس جامعه مهندسان شهرساز استان آذربایجان شرقی
- مدیرعامل شرکت خوش سازان تبریز
- مشاور شهرسازی شهرداری مرند سال ۱۳۸۲
- کارشناس و مشاور اعضای شورای اسلامی شهر تبریز در کمیسیون توافقات شهرداری تبریز سال ۱۳۸۳
- نایب رئیس اول شورای عالی کارشناسان رسمی قوه قضائیه کشور
- مشاور معاونت پیگیری از وقوع جرم دادگستری استان آذربایجان شرقی
- عضو کمیسیون تحقیق و نظارت شورای اسلامی کلانشهر تبریز
- نماینده شورای اسلامی کلانشهر تبریز در کمیته فنی شهرداری
- عضو کمیته تدوین برنامه‌ریزی بازسازی و کمیته نظارت و اجرای ستاد بازسازی مناطق زلزله زده
- نماینده شورای اسلامی کلانشهر تبریز در کمیسیون ماده صد شهرداری منطقه یک تبریز
- نماینده شورای اسلامی کلانشهر تبریز در کمیسیون بند ۲۰ ماده ۵۵ شهرداری منطقه یک تبریز
- دبیر کمیسیون شهرسازی شورای اسلامی کلانشهر تبریز
- نماینده شورای اسلامی کلانشهر تبریز در هیئت عالی سرمایه‌گذاری شهرداری تبریز
- عضو اصلی هیئت مدیره انجمن خیرین مسکن ساز استان آذربایجان شرقی

## تحصیلات
- لیسانس عمران – عمران سال ۱۳۷۵
- فوق لیسانس شهرسازی سال ۱۳۸۱
- پروانه کارشناسی رسمی قوه قضائیه سال ۱۳۸۲
- پروانه اشتغال به کار مهندسی پایه یک عمران
- پروانه اشتغال به کار مهندسی پایه یک شهرسازی
- دکترای جغرافیا و برنامه‌ریزی شهری سال ۱۴۰۰